# Acreedor

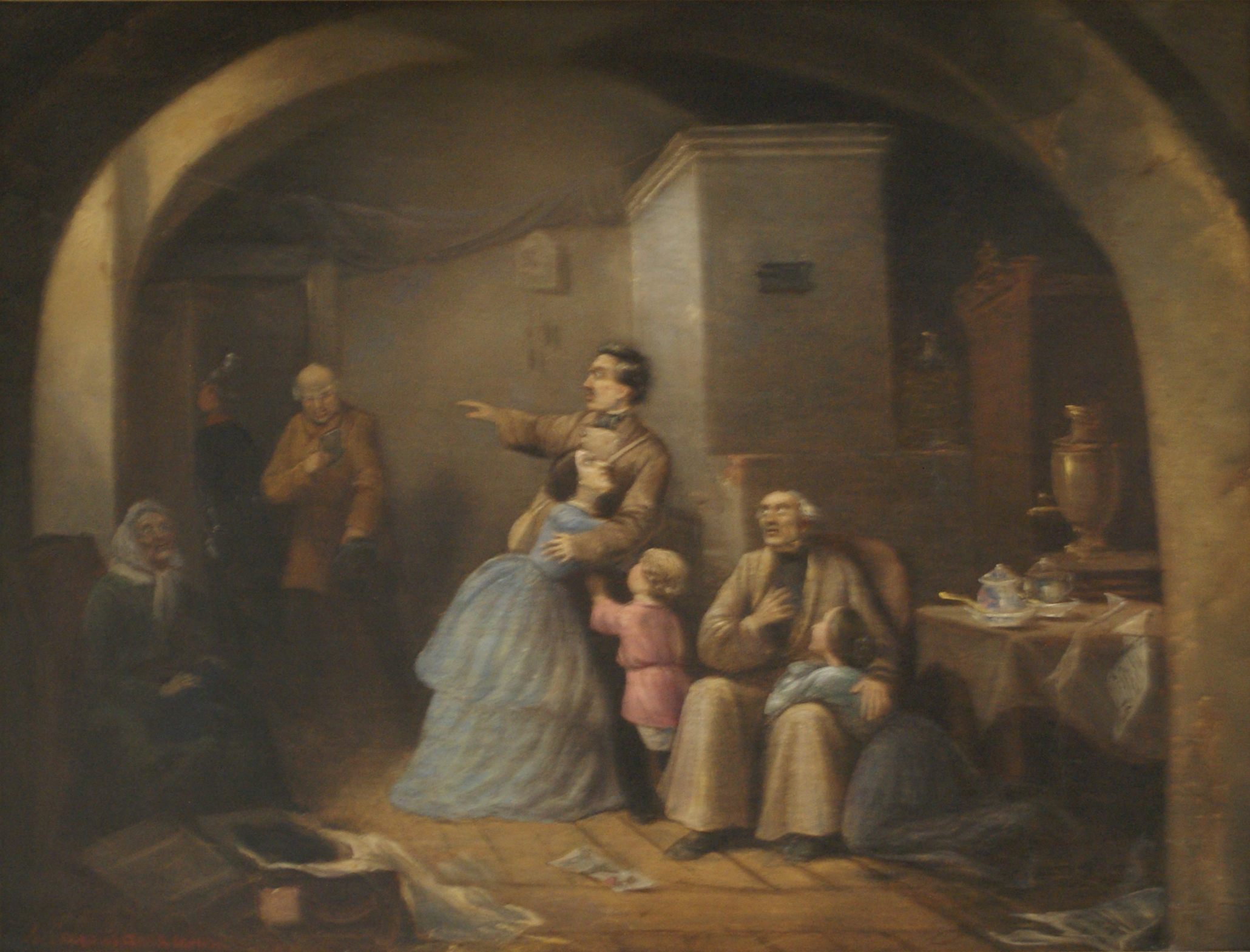
Autor:Nikolay Shilder

Una persona, física o jurídica, es acreedora de otra si está autorizada legítimamente para exigirle el pago o cumplimiento de una obligación contraída con anterioridad. Es decir, que a pesar de que una de las partes se quede sin medios para cumplir con su obligación, esta persiste. Por ejemplo, en caso de la quiebra de una empresa, sus acreedores mantienen la facultad de requerir el cumplimiento de dicha obligación.

## Variantes
- Trabajadores son aquellos acreedores con respecto de los créditos contraídos por un comerciante y la imposibilidad de devengar sus sueldos.
- Los acreedores bilaterales son los gobiernos que otorgan préstamos otorgados o garantizados por entidades oficiales como los organismos de crédito a la exportación. Algunos acreedores oficiales participan en los acuerdos de reprogramación de deudas que auspicia el Club de París.
- Los acreedores multilaterales son instituciones como el Fondo Monetario Internacional y el Banco Mundial, y otros bancos regionales, como el Banco Africano de Desarrollo y el Banco Interamericano de Desarrollo.

Que tiene mérito para obtener algo. Acción o derecho a pedir el cumplimiento de alguna obligación, es decir, que se le satisfaga una deuda.

## Acreedores según la legislación mexicana
En el caso del ejemplo anterior, tomando en cuenta la legislación mexicana, los trabajadores mantienen la facultad de requerir el pago de sus sueldos.
Tomando la definición dada por la Ley Federal del Trabajo, se entiende por trabajo: "Toda actividad humana, intelectual o material, independientemente del grado de preparación técnica requerido por cada profesión u oficio", y que en México, a toda actividad laboral debe de corresponder una remuneración justa y nunca menor al salario mínimo establecido durante el año vigente, entendiendo por salario "la retribución que debe pagar el patrón al trabajador por su trabajo".
Es evidente que el proteger de esta manera al salario se debe al fin de un gobierno de proteger y velar por los intereses de sus gobernados, cuyo núcleo social es la familia y que los trabajadores, a través de sus salarios, son el sustento de la familia, haciendo esto evidente el fin de dar al salario el carácter de inembargable que adopta en muchas de las legislaciones vigentes de México, como puede ser: el Código de Procedimientos Civiles para el Distrito Federal, cuando ordena que quedan exceptuados de embargo los sueldos y el salario de los trabajadores, en los términos de la Ley Federal del Trabajo; siempre que no se trate de deudas alimenticias o responsabilidad proveniente de delitos.
La legislación mexicana también faculta a los acreedores para que, en el caso de incumplimiento de la obligación anteriormente contraída, se pueda cobrar con distintos y específicos bienes.

## Acreedor según la legislación chilena
Persona física o jurídica con la obligación tributaria que tiene derecho a exigir el cumplimiento, incluso forzadamente, como, asimismo, demandar la aplicación de sanciones por el incumplimiento de los deberes jurídicos vinculados.